# Microgecko persicus
Espèce
Synonymes
- Alsophylax persicus Nikolsky, 1903
- Tropiocolotes persicus Nikolsky, 1903
- Tropiocolotes persicus persicus Nikolsky, 1903
- Tropiocolotes persicus bakhtiari Minton, Anderson & Anderson, 1970
- Tropiocolotes persicus euphorbiacola Minton, Anderson & Anderson, 1970

Microgecko persicus est une espèce de geckos de la famille des Gekkonidae.

## Répartition
Cette espèce se rencontre en Irak, en Iran, au Pakistan et dans le désert du Thar en Inde.

## Description
C'est un gecko terrestre, nocturne et insectivore.

## Liste des sous-espèces
Selon The Reptile Database (11 avril 2013) :
- Microgecko persicus bakhtiari Minton, Anderson & Anderson, 1970
- Microgecko persicus euphorbiacola Minton, Anderson & Anderson, 1970
- Microgecko persicus persicus (Nikolsky, 1903)

## Publications originales
- Minton, Anderson & Anderson, 1970 : Remarks on some geckos from southwest Asia, with descriptions of three new forms and a key to the genus Tropiocolotes. Proceedings of the California Academy of Sciences, vol. 37, p. 333-362 (texte intégral).
- Nikolsky, 1903 : Sur trois nouvelles espèces de reptiles, recueillis par Mr. N. Zarudny dans la Perse orientale en 1901. Annuaire Musée Zoologique de l’Académie Impériale des Sciences de Saint-Pétersbourg, vol. 8, p. 95-98.